# Gemmuloborsonia karubar
Gemmuloborsonia karubar is een slakkensoort uit de familie van de Clavatulidae. De wetenschappelijke naam van de soort is voor het eerst geldig gepubliceerd in 1996 door Sysoev & Bouchet.